# Bolbapium sculpturatum
Bolbapium sculpturatum là một loài bọ cánh cứng trong họ Geotrupidae. Loài này được Mannerheim miêu tả khoa học năm 1829.